# Kabinett Vogel I (Thüringen)
Das Kabinett Vogel I war die Thüringer Landesregierung von 1992 bis 1994 und wurde im Anschluss an den Rücktritt des bisherigen Ministerpräsidenten Josef Duchač (CDU) vom 23. Januar 1992 gebildet.
Bernhard Vogel (CDU), früherer Ministerpräsident von Rheinland-Pfalz (1976–1988), wurde am 5. Februar 1992 vom Thüringer Landtag zum neuen Thüringer Ministerpräsidenten gewählt und setzte mit der am 11. Februar 1992 neu gebildeten Landesregierung die Koalition von CDU und FDP fort. Ab dem Tag der konstituierenden Sitzung des 2. Landtags am 10. November 1994 war die Landesregierung geschäftsführend im Amt und wurde am 30. November 1994 vom Kabinett Vogel II abgelöst.
| Amt                                              | Name                                           | Partei | Partei |
| ------------------------------------------------ | ---------------------------------------------- | ------ | ------ |
| Ministerpräsident                                | Bernhard Vogel                                 |        | CDU    |
| Stellvertreter des Ministerpräsidenten           | Ulrich Fickel                                  |        | FDP    |
| Minister für Wissenschaft und Kunst              | Ulrich Fickel                                  |        | FDP    |
| Minister in der Staatskanzlei                    | Franz Schuster (bis 17. September 1992)        |        | CDU    |
| Minister in der Staatskanzlei                    | Andreas Trautvetter (ab 17. September 1992)    |        | CDU    |
| Innenminister                                    | Willibald Böck (bis 17. September 1992)        | CDU    |        |
| Innenminister                                    | Franz Schuster (ab 17. September 1992)         | CDU    |        |
| Kultusminister                                   | Dieter Althaus                                 | CDU    |        |
| Justizminister                                   | Hans-Joachim Jentsch                           | CDU    |        |
| Finanzminister                                   | Klaus Zeh                                      | CDU    |        |
| Minister für Wirtschaft und Verkehr              | Jürgen Bohn                                    |        | FDP    |
| Minister für Soziales und Gesundheit             | Hans-Henning Axthelm (bis 17. September 1992)  |        | CDU    |
| Minister für Soziales und Gesundheit             | Frank‑Michael Pietzsch (ab 17. September 1992) |        | CDU    |
| Minister für Landwirtschaft und Forsten          | Volker Sklenar                                 | CDU    |        |
| Minister für Umwelt und Landesplanung            | Hartmut Sieckmann                              |        | FDP    |
| Ministerin für Bundes- und Europaangelegenheiten | Christine Lieberknecht                         |        | CDU    |